# Михал Вивег
Михал Вивег (чеш. Michal Viewegh, 31. март 1962) је један од најпопуларнијих савремених чешких писаца.
Он је најобјављенији чешки писац свих времена, са преко милион продатих књига. Године 1993. добио је престижну Награда "Јиржи Ортен" за чешке писце старије од 30 година.
Вивег је преживео трауматску руптуру аорте 2012. године.

## Живот
Михал Вивег је рођен у Прагу 31. марта 1962.  Његова мајка је адвокат, а отац му је био инжењер хемије, а потом и градоначелник Сазаве.
Вивег је завршио Гимназију "Бенешов" 1980. године.Студирао је економију на Прашком универзитету за економију и бизнис, али је одустао. Затим је дипломирао чешки језик и педагогију на Карловом универзитету на одсеку за филозофију 1988. године. Док је био у школи, Вивег је почео да објављује кратке приче у Mladá fronta, а његова прва прича објављена је 1983. године.
Након што је 1988. дипломирао на универзитету, Вивег је радио као наставник у основној школи до 1993. године. Године 1993. добио је награду "Јиржи Ортен" за младе чешке ауторе. Две године је радио као уредник у издавачком предузећу Český spisovatel и након тога је могао да се издржава као професионални аутор.
Вивег је био два пута ожењен, прво са Јарославом Мачковом, са којом има једну ћерку Михаелу. Године 2002. оженио се Вероником Виевегховом (рођеном Кодиткова). Имају две ћерке, Сару и Барбору. Развели су се 2015. године.
12. децембра 2012. Вивег је претрпео трауматску руптуру аорте. Током рехабилитације патио је од депресије и губитка памћења и није могао да пише. Међутим, то му је такође помогло да стекне нову перспективу о релативној важности неких његових проблема пре несреће. Вивег је рекао да када размишља о чињеници да 90% људи са руптуром аорте не преживи, више не брине о критикама, таблоидима или политици. 
Већи део свог живота провео је у Сазави, селу у централној Чешкој. 

## Стваралаштво
Прва Вивегова књига била је новела Názory na vraždu (Мишљења о убиству), објављена 1990. године . Његов први роман био је Báječná léta pod psa (Сјајне зезнуте године), полуаутобиографски роман који приказује Чехословачку између Прашког пролећа 1968. и пада комунизма 1989. године. Године 1997. адаптиран је у веома успешан филм у режији Петра Николајева.
Вивег објављује романе скоро сваког пролећа од касних 1990-их.  Он продаје око 50.000 примерака по књизи и укупно је продао преко милион књига, што га чини најпубликованијим чешким аутором свих времена. Дела су му преведена на 23 језика.  Његова најпознатија дела су Báječná léta pod psa (Сјајне зезнуте године), Výchova dívek v Čechách (Васпитање девојака у Чешкој, 1994) и Román pro ženy (Роман за жене, 2001).
Поред романа, који чине већину његовог дела, Вивег је објавио и неколико других књижевних жанрова.  Nápady laskavého čtenáře (Идеје љубазног читаоца, 1993) и Nové nápady laskavého čtenáře (Нове идеје љубазног читаоца, 2000) су примери књижевне пародије, у којој Вивег подвргава пародији познате чешке и светске ауторе.
Виег је такође објавио збирке кратких прича. Поред тога, објавио је неколико аутобиографских дела, од којих свако бележи мали део његовог живота у формату дневника. Můj život po životě (Мој живот после живота, 2013), детаљно описује његов опоравак од пукнућа аорте. 
Од руптуре аорте, Вивег је био много мање плодан и успешан као писац. Још увек пати од краткотрајног губитка памћења, недостатка свести о усмерењу и депресије.  Објављује много спорије него пре повреде. Општи консензус је да је квалитет његовог писања такође опао; међутим, неки тврде да су његова дела мање успешна због лоше промоције његовог издавача.

## Однос са таблоидима
Вивег се годинама бори против чешких таблоида у судском систему и јавно их критикује, оптужујући таблоиде да нарушавају његову приватност и да објављују лажне информације о њему. Године 2009. Вивег и глумац Марек Вашут покренули су петицију Vzkaz bulváru a výzva kolegům (Порука таблоидима и апел колегама) критикујући тактику чешких таблоида.  Многи утицајни уметници, укључујући глумицу Јирину Бохдалову, потписали су петицију. 

## Политичко гледиште
Виегов роман Báječná léta pod psa из 1992. користи хумор да критикује услове у Чехословачкој под комунизмом.
Вивег је био несрећан као писац у комунизму, али воли слободу посткомунистичке Чехословачке и Чешке. Вивег је рекао да је „осамдесетих година написао два романа и ниједан од њих није објављен. Забрањено им је штампање из нормалних идеолошких разлога. После револуције дошла је апсолутна слобода. Могао сам да пишем баш како сам хтео, и да објавим шта сам хтео.“ 
Вивег се такође противи десничарском бившем чешком председнику Вацлаву Клаусу. Овај став је најистакнутије приказан у његовом роману из 2022. године Báječná léta s Klausem (Дивне године са Клаусом), који је лабав наставак Báječná léta pod psa.

## Скандали
У својој колумни за Lidové noviny (чешке новине и онлајн сајт са вестима) објављеној 1. октобра 2018, Вивег је критиковао наводе Кристин Блејзи Форд о сексуалном нападу на Брета Каваноа на основу тога да ју је „ставио у празну собу, пипкао, покривао јој уста док је покушавао да је скине“ био је „невино мажење у средњој школи“ и што се захваљује Богу што је као пубертет могао слободно да пипа своје школске другарице не угрожавајући своју будућу каријеру, а да се ниједна „северноамеричка крава“ не жали на то.  Криминолог Павел Хоудек га је заузврат критиковао у објављеном отвореном писму да су његови ставови оно због чега жртве сексуалног злостављања то држе за себе. 

### Радови на енглеском - онлајн
- Хоотер (кратка прича), са фотографијом и кратком биографијом
- Блажене године лошег живљења - преведени одломак из Бајечна лета под пса
- Још једна жалосна шала - пародија на Милана Кундеру